# Vuelta a Murcia 2004
La Vuelta a Murcia 2004, ventiquattresima edizione della corsa, si svolse dal 3 al 7 marzo su un percorso di 656 km ripartiti in 5 tappe, con partenza e arrivo a Murcia. Fu vinta dallo spagnolo Alejandro Valverde della Comunidad Valenciana-Kelme davanti al suo connazionale José Iván Gutiérrez e all'australiano Cadel Evans.

## Tappe
| Tappa  | Data    | Percorso                          | km    | Vincitore di tappa  | Leader cl. generale |
| ------ | ------- | --------------------------------- | ----- | ------------------- | ------------------- |
| 1ª     | 3 marzo | Murcia > San Pedro del Pinatar    | 177   | Max van Heeswijk    | Max van Heeswijk    |
| 2ª     | 4 marzo | Lorca > Lorca (cron. individuale) | 21,3  | José Iván Gutiérrez | José Iván Gutiérrez |
| 3ª     | 5 marzo | Yecla > Yecla                     | 156,4 | Max van Heeswijk    | José Iván Gutiérrez |
| 4ª     | 6 marzo | Totana > Collado Bermejo          | 169   | Danilo Di Luca      | Alejandro Valverde  |
| 5ª     | 7 marzo | Murcia > Murcia                   | 133   | Luciano Pagliarini  | Alejandro Valverde  |
| Totale | Totale  | Totale                            | 656   |                     |                     |

## Dettagli delle tappe

### 1ª tappa
- 3 marzo: Murcia > San Pedro del Pinatar – 177 km

| Pos. | Corridore           | Squadra       | Tempo    |
| ---- | ------------------- | ------------- | -------- |
| 1    | Max van Heeswijk    | US Postal     | 4h20'51" |
| 2    | José Iván Gutiérrez | Illes Balears | s.t.     |
| 3    | Erik Zabel          | T-Mobile      | s.t.     |

| Pos. | Corridore        | Squadra   | Tempo    |
| ---- | ---------------- | --------- | -------- |
| 1    | Max van Heeswijk | US Postal | 4h20'51" |

### 2ª tappa
- 4 marzo: Lorca > Lorca (cron. individuale) – 21,3 km

| Pos. | Corridore           | Squadra       | Tempo  |
| ---- | ------------------- | ------------- | ------ |
| 1    | José Iván Gutiérrez | Illes Balears | 25'39" |
| 2    | Michael Rich        | Gerolsteiner  | a 3"   |
| 3    | Marco Pinotti       | Lampre        | a 27"  |

| Pos. | Corridore           | Squadra       | Tempo    |
| ---- | ------------------- | ------------- | -------- |
| 1    | José Iván Gutiérrez | Illes Balears | 4h46'30" |

### 3ª tappa
- 5 marzo: Yecla > Yecla – 156,4 km

| Pos. | Corridore        | Squadra      | Tempo    |
| ---- | ---------------- | ------------ | -------- |
| 1    | Max van Heeswijk | US Postal    | 3h32'23" |
| 2    | Erik Zabel       | T-Mobile     | s.t.     |
| 3    | Peter Wrolich    | Gerolsteiner | a 1"     |

| Pos. | Corridore           | Squadra       | Tempo    |
| ---- | ------------------- | ------------- | -------- |
| 1    | José Iván Gutiérrez | Illes Balears | 8h18'54" |

### 4ª tappa
- 6 marzo: Totana > Collado Bermejo – 169 km

| Pos. | Corridore          | Squadra         | Tempo    |
| ---- | ------------------ | --------------- | -------- |
| 1    | Danilo Di Luca     | Saeco           | 4h25'34" |
| 2    | Alejandro Valverde | Com. Valenciana | s.t.     |
| 3    | Cadel Evans        | T-Mobile        | s.t.     |

| Pos. | Corridore          | Squadra         | Tempo     |
| ---- | ------------------ | --------------- | --------- |
| 1    | Alejandro Valverde | Com. Valenciana | 12h45'15" |

### 5ª tappa
- 7 marzo: Murcia > Murcia – 133 km

| Pos. | Corridore                      | Squadra       | Tempo    |
| ---- | ------------------------------ | ------------- | -------- |
| 1    | Luciano Pagliarini             | Lampre        | 3h03'56" |
| 2    | Erik Zabel                     | T-Mobile      | s.t.     |
| 3    | Miguel Ángel Martín Perdiguero | Saunier Duval | s.t.     |

| Pos. | Corridore           | Squadra         | Tempo     |
| ---- | ------------------- | --------------- | --------- |
| 1    | Alejandro Valverde  | Com. Valenciana | 15h49'31" |
| 2    | José Iván Gutiérrez | Illes Balears   | a 5"      |
| 3    | Cadel Evans         | T-Mobile        | a 9"      |

## Classifiche finali

### Classifica generale
| Pos. | Corridore                   | Squadra                    | Tempo     |
| ---- | --------------------------- | -------------------------- | --------- |
| 1    | Alejandro Valverde          | Comunidad Valenciana-Kelme | 15h49'31" |
| 2    | José Iván Gutiérrez         | Illes Balears-Banesto      | a 5"      |
| 3    | Cadel Evans                 | T-Mobile                   | a 9"      |
| 4    | Rubén Plaza Molina          |                            | a 20"     |
| 5    | Evgenij Vladimirovič Petrov | Saeco                      | a 37"     |